# Gogo (Mora)
Pour les articles homonymes, voir Gogo.
Gogo est un village du Cameroun situé dans la région de l'Extrême-Nord et proche de la frontière avec le Nigeria. Appartenant au canton de Magdémé, la localité est sous administration de la commune de Mora et du département du Mayo-Sava.

## Situation géographique
Gogo est localisé à 11° 8' 12" latitude Nord et 14° 16' 48" longitude Est. L'altitude moyenne est 312 mètres.

## Population
La population de Gogo, essentiellement Kanouri et Arabes Choa, était estimée en 1967 à 121 habitants. En 2005, le troisième recensement général de la population et de l'habitat dénombre 423 habitants dans le village de Gogo.